# Lampetis massarti
Lampetis massarti es una especie de escarabajo del género Lampetis, familia Buprestidae. Fue descrita científicamente por Théry en 1937.